# الورقاء
الورقاء (به عربی: الورقاء) یک منطقهٔ مسکونی در امارات متحده عربی است که در دبی، امارات واقع شده است.